# Air Napal (Air Napal)
Air Napal is een bestuurslaag in het regentschap Bengkulu Utara van de provincie Bengkulu, Indonesië. Air Napal telt 616 inwoners (volkstelling 2010).